# Omoea philippinensis
Omoea philippinensis är en orkidéart som beskrevs av Oakes Ames. Omoea philippinensis ingår i släktet Omoea och familjen orkidéer. Inga underarter finns listade i Catalogue of Life.